# 19081 Mravinskij
19081 Mravinskij este un asteroid din centura principală de asteroizi.

## Descriere
19081 Mravinskij este un asteroid din centura principală de asteroizi. A fost descoperit pe 22 septembrie 1973 la Observatorul de Astrofizică din Crimeea de Nikolai Cernîh. Asteroidul prezintă o orbită caracterizată de o semiaxă mare de 2,57 ua, o excentricitate de 0,11 și o înclinație de 14,7° în raport cu ecliptica.